# مصرف ساموا المركزي
مصرف ساموا المركزي (بالساموية: Faletupe Tutotonu o Samoa) هو البنك المركزي في ساموا.